# Котени (Ђурђу)
Котени (рум. Coteni) насеље је у Румунији у округу Ђурђу у општини Булбуката. Oпштина се налази на надморској висини од 82 m.

## Становништво
Према подацима из 2002. године у насељу је живело 16 становника, од којих су сви румунске националности.